# پیتر کریمر
پیتر کریمر (آلمانی: Peter Kremer؛ زادهٔ ۱۸ فوریهٔ ۱۹۵۸) بازیگر اهل آلمان است.
از فیلم‌ها یا مجموعه‌های تلویزیونی که وی در آن‌ها نقش داشته‌است، می‌توان به شریته اشاره نمود.